# Vrouw Holle (Efteling)
Vrouw Holle is een uitbeelding van het sprookje Vrouw Holle in het Sprookjesbos in het Nederlandse attractiepark de Efteling. Het is het veertiende sprookje op de route door het Sprookjesbos en ligt tussen Hans en Grietje en Kleine Boodschap. 

## Uitbeelding
Het sprookje wordt in twee delen uitgebeeld. De woning van Vrouw Holle en een waterput.

Het eerste dele bestaat uit een gemetselde waterput. Boven de waterput staat een houten afdak gedragen door twee houten palen. Bovenop de afdak staan twee zwarte windwijzers in de vorm van een heks op een bezemsteel. Naast de put staan een aantal houten vaten. Wanneer bezoekers over de rand van de waterput naar beneden kijken. Is een diavoorstelling te zien. De getoonde afbeeldingen vertellen het verhaal achter het sprookje van Vrouw Holle. Een vertelstem, ingesproken door Wieteke van Dort, ondersteunt de diavoorstelling.

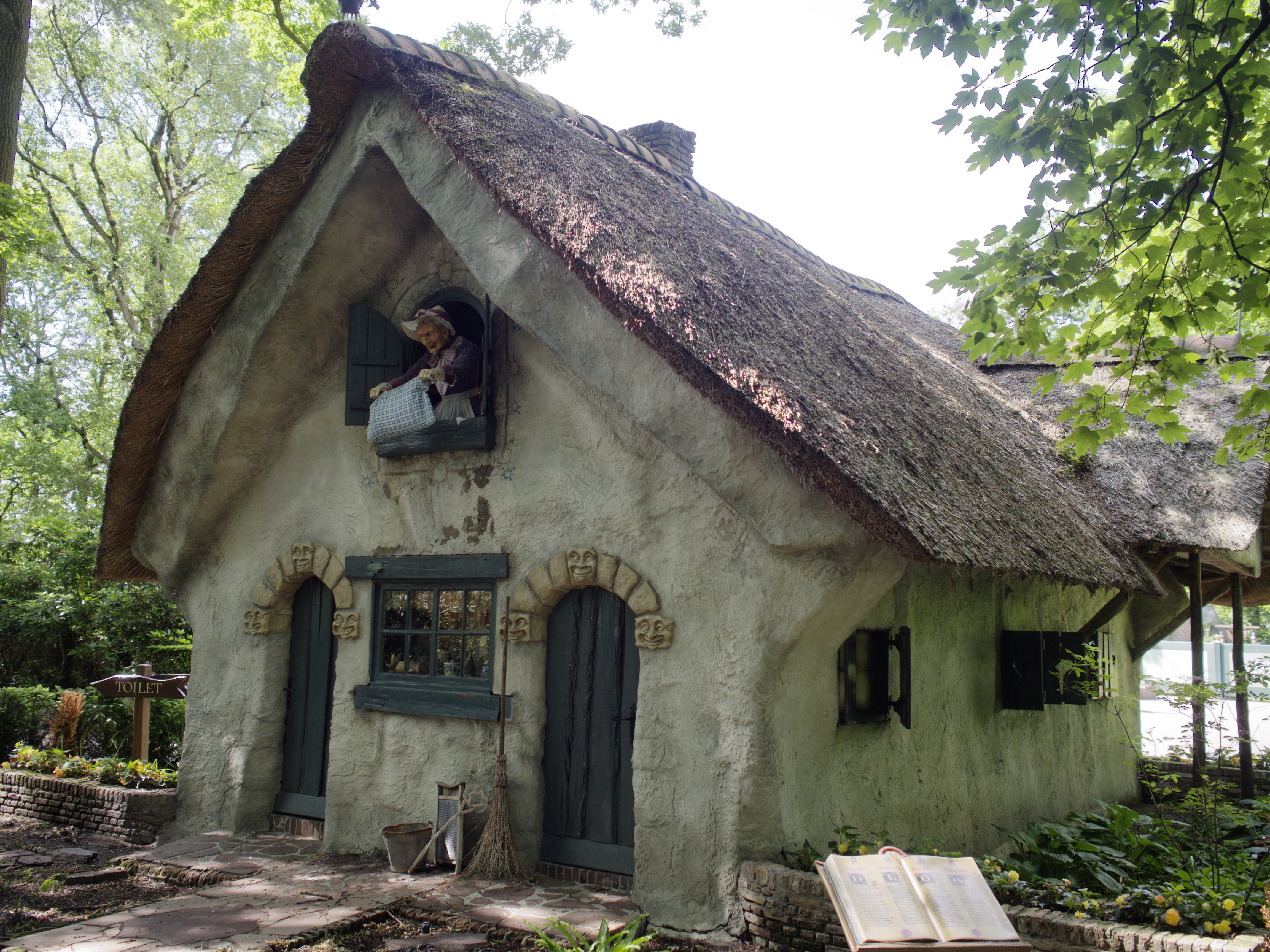
De woning van Vrouw Holle met de animatronic op de eerste verdieping.

Naast de put staat de woning van Vrouw Holle. Vanuit een raam op de eerste verdieping verschijnt een animatronic van Vrouw Holle. Ze heeft een kussen in haar handen waarmee ze begint te schudden, waarna er sneeuw verschijnt. Dit tafereel wordt geactiveerd door geluid. In de tuin voor het het huis staat een luidspreker. Wanneer hier hard genoeg in geroepen wordt, wordt de show geactiveerd. De tuin wordt omringd door een groen he. In de tuin, tegen de geven van het huis, staan onder meer een bezemsteel en een mattenklopper. In de woning bevinden zich twee groene deuren. In de omlijsten zijn gezichten zichtbaar. De ogen kijken schuin omhoog naar Vrouw Holle.

## Geschiedenis
De uitbeelding van het sprookje bestaat in feite uit twee losse onderdelen die in het Sprookjesbos op een steenworp afstand van elkaar te vinden zijn: De Put van Vrouw Holle uit 1952, en een animatronic van Vrouw Holle zelf uit 2006. De animatronic van Vrouw Holle is gevestigd in een huisje dat oorspronkelijk stamde uit 1945. Van begin jaren '60 tot 1999 bood het gebouwtje onderdak aan het Sprookjesmuseum. In 2019 werd het bijna 70-jarig huisje afgebroken omdat het in te slechte staat verkeerde, maar in 2022 werd het in visueel vrijwel identieke staat opnieuw opgebouwd. Voor het ontwerp van de animatronic liet een ontwerper zijn eigen moeder model staan.